# Свет в глаза
«Свет в глаза», в ином русском переводе — «Солнце в глаза» (яп. 逆光線: гякуко:сэн; — японский чёрно-белый фильм-драма поставленный режиссёром Такуми Фурукавой в 1956 году. В основу фильма легли произведения писателя Куниэ Ивахаси.  

## Сюжет
Студентка женского университета Рэйко — девушка энергичная и не считающаяся с условностями. Ещё совсем недавно она была ласкова к студенту Фумио, а теперь она сближается со своим однокурсником Тэрамура, вызывая ревность у Фумио. На вечеринке в общежитии Фумио предлагает ей пожениться, но Рэйко отвечает, что не хочет ставить преград для своих чувств. К этому времени Рэйко знакомится с Хирохико, отцом её знакомого сокурсника Наохико Исимото, которого она готовит к экзаменам. Рэйко и Хирохико полюбили друг друга. Однажды вечером Рэйко отдаётся Хирохико. Во время летних каникул на курорте Наохико замечает Рэйко в объятиях отца. Он бросается под машину, в которой едут отец и Рэйко. Кажется, и он любит Рэйко. Рэйко расстаётся и с Хирохико и с его тяжелораненым сыном. Она бросается в озеро и плывёт далеко-далеко. 

## В ролях
- Миэ Китахара — Рэйко Ёсида
- Сёдзи Ясуи — Фумио Маки
- Кёдзи Аояма — Дзиро Тэрамура
- Минако Кацуки — Кэйко Хатано
- Икуко Кимуро — Мицуэ Мори
- Мисако Ватанабэ — Мотоко Саяма
- Кэйко Идзуми — Тосико Асано
- Юкихико Суги — Сиро Ихара
- Хироси Нихонъянаги — Хирохико Исимото
- Нобуо Канэко — Комацу
- Юми Такано — Сумиэ Исимото
- Ёко Бэнисава — Сино
- Киндзо Син — Канэко
- Масанори Танака — Наохико Исимото
- Кэйсити Накахара — Кимио Кояма
- Такаси Номура — Тацудзо Сираи

## Премьеры
- — 14 августа 1956 года — национальная премьера фильма в Токио[1]